# Kill Gil: Vols. 1 & 2
Kill Gil, Volumes 1 and 2, llamado Kill Gil, volúmenes 1 y 2 en España y Maten a Gil, volúmenes 1 y 2 en Hispanoamérica, es un episodio perteneciente a la temporada N.º 18 de la serie animada Los Simpson. Se emitió el 17 de diciembre de 2006, exactamente 17 años después del primer episodio de la serie, Simpsons Roasting On An Open Fire, también un especial de Navidad. El episodio fue escrito por Jeff Westbrook y dirigido por Bob Anderson. Elvis Stojko fue la estrella invitada. En este episodio, Marge acoge a Gil Gunderson luego de que este perdiera su empleo, pero él termina aprovechándose de su bondad.
Este episodio ganó el galardón al "Mejor guion de animación" en los premios del Gremio de Guionistas de América (WGA).

## Sinopsis
Todo comienza cuando la familia Simpson está viendo un especial de Navidad de Krusty, "Navidad de Krusty Sobre Hielo". El programa presenta a unos renos, un bastón de caramelo, y un muñeco de nieve, todos peleando con un monstruo verde llamado Grumple (Grunchón en España), quien avanza sobre los otros personajes navideños, tratando de robarles su espíritu navideño. Finalmente, los personajes le ganan al monstruo y celebran la Navidad. Marge y los niños deciden levantarse e irse en lugar de seguir viendo la televisión, pero Homer se queda discutiendo con el monstruo y pidiéndole que devuelva el espíritu navideño. El monstruo es visto repetidas veces durante el episodio. 
En la víspera de Navidad, la familia va a los departamentos Costington’s, en donde Lisa, triste, se sienta en el regazo de un Papá Noel y le explica que uno de los regalos que ella verdaderamente quiere es el Set de Fiesta de la Playa de los Ponies de Stacy Malibu, el cual ya no estaba disponible en las tiendas. Papá Noel, quien es en realidad Gil Gunderson, se compadece de Lisa y va a la trastienda, en donde encuentra un Set de Stacy Malibu que había sobrado de las ventas. Luego, se lo da a Lisa, quien, feliz, le agradece a Gil. El hombre descubre que, así, había hecho su primera venta. Mientras Marge y los niños dejan la tienda, el Sr. Costington, dueño de la tienda, sale de su oficina y, enojado, despide a Gil, ya que había vendido el Set de Stacy Malibú que había apartado para su hija. Marge y los niños presencian la escena y, sintiendo lástima por Gil, lo invitan para la cena de Navidad. 
Luego de la cena, Gil y el resto de la familia Simpson se reúnen alrededor del piano y cantan villancicos. Cuando terminan, Gil se levanta para irse, pero Marge le insiste en que pase la noche en la casa, diciendo que era tarde y hacía mucho frío afuera. Gil acepta la oferta de Marge. En la mañana de Navidad, Gil desempaca sus pocas cosas, instalándose en la casa de los Simpson como su hogar definitivo. Marge, viendo lo débil que se veía Gil, lo deja quedarse en la casa. 
Gil comienza a arruinar las vacaciones de los Simpson, pero, sin embargo, Marge continuaba permitiéndole que se quede en la casa. La paciencia de Homer, por su parte, iba bajando cada vez más, ya que Gil había llevado a sus amigos a cantar a su casa en el Día de San Patricio, y había visto a Homer y a Marge besándose en el Día de San Valentín. Después de once meses, Marge decide decirle a Gil que no se puede quedar en su casa. 
Para ese entonces, sin embargo, Gil se había ido de la casa y se había convertido en un vendedor de bienes raíces muy exitoso en Scottsdale, Arizona. A pesar de esto, Marge desea ir a Arizona y finalmente decirle a Gil "no", simplemente para tener el placer de hacerlo. Luego de ver la furia de Marge y la debilidad de Gil, su jefe se enoja con él y lo echa de su nuevo trabajo. Marge queda horrorizada al ver que todo había sido culpa suya.
Finalmente, los Simpson le compran una casa a Gil en Scottsdale, para que el jefe le permitiera seguir en su trabajo. Todo termina cuando una familia de monstruos Grumples llega a la casa de los Simpson y se paran en la puerta. Homer los deja entrar y Gil, los Simpson y los Grumples continúan cantando villancicos alegremente.